# Ypsolopha fujimotoi
Ypsolopha fujimotoi là một loài bướm đêm thuộc họ Ypsolophidae. Loài này có ở Nhật Bản.
Sải cánh dài khoảng 25 mm.